# Ariane Dénommé
Ariane Dénommé est une illustratrice et bédéiste québécoise née en 1981.

## Biographie
Ariane Dénommé, établie à Montréal, auto-édite plusieurs bandes dessinées chez La maison Rex entre 2006 et 2008.
Sa première bande dessinée publiée à compte d'éditeur, Du chez-soi, est publiée conjointement en 2012 par la nouvelle maison d'édition québécoise La Mauvaise Tête et la maison d'édition française L'Employé du Moi. Cet album critiquant le consumérisme développe le mal-être qui s'empare d'une famille québécoise après que le père David a persuadé son épouse Anna d'acheter une maison plus luxueuse à crédit en vendant la précédente.
François Cloutier, critique des Lettres québécoises y voit « la naissance d'une grande bédéiste ». Les organisateurs du prix Bédélys sélectionnent l'album parmi les cinq finalistes de leur prix Québec, saluant une « satire assez mordante de l’acte de consommation immobilière [qui] explore avec subtilité le caractère factice des joies et aisances que font miroiter l’accession à un certain standing domiciliaire. »
Son album suivant, Main d'œuvre, inspiré par les deux années passées par son père à Uranium City, suit la vie de Daniel, jeune mineur dans le Nord québécois à la fin des années 1970 qui supporte les longues semaines de travail ardu ponctuées d'ennui et de soûleries grâce à l'amour qu'il porte à une jeune femme, Carole,. Selon Jean-Dominic Leduc, cet album « formidable », une des premières bandes dessinées de reportage québécoises ambitieuses, « repousse les limites de la BD-vérité » et met Dénommé au même plan que ses compatriotes Julie Doucet, Caroline Merola, Geneviève Castrée ou Isabelle Arsenault. Main d'œuvre vaut à Dénommé d'être à nouveau sélectionnée parmi les cinq finalistes du prix Bédélys Québec.
Ariane Dénommé collabore aussi, à titre d'illustratrice, à la revue québécoise Liberté : elle a notamment signé la couverture des numéros 301 (automne 2013)  et 313 (automne 2016).
En 2017, elle participe au Festival BD de Montréal et au Festival de la BD francophone de Québec.

## Œuvre
- C'est E.T. : une super belle histoire bien racontée (texte de Laurent Lussier), auto-édition, 2006 (OCLC 938021691).
- Fables-saucisses (texte de Laurent Lussier), La maison Rex, 2007 (OCLC 937748678).
- Larrons (texte de Laurent Lussier), La maison Rex, 2007 (OCLC 937781417).
- Fleurette (texte de Laurent Lussier), La maison Rex, 2007 (OCLC 937753827).
- Viande et Substitut, La maison Rex, 2008 (OCLC 937482836).
- Tommy, Laurie, Frodo, Julie, La maison Rex, 2008 (OCLC 922625498).
- Du chez-soi, La Mauvaise Tête (Québec) et L'Employé du Moi (France), 2012  (ISBN 9782923942018 et 9782930360454). Finaliste du prix Bédélys Québec 2012.
- Main d’œuvre, La Mauvaise Tête, 2016  (ISBN 9782923942117). Traduit en anglais sous le titre 100 days in Uranium City, Conundrum Press, 2017. Finaliste du prix Bédélys Québec 2017 et Prix « projecteur » Doug-Wright 2019 (édition anglaise)[10].

### Études
- Éric Bouchard, « Relectures : Du chez soi, d'Ariane Denommé », Planches,‎ décembre 2016, p. 92-95.
- Gabriel Tremblay-Gaudette, « Home sweet home », Liberté, no 301 « Tous banlieusards »,‎ automne 2013, p. 25 (lire en ligne).Commentaire sur le sens donné à l'acquisition d'une propriété, à partir de la bande dessinée Du chez-soi, d'Ariane Dénommé.
- Anna Giaufret, « Bande dessinée et espace urbain montréalais: quelques repères », dans Dino Gavinelli et Chiara Molinari (éditeurs), Espaces réels et imaginaires au Québec et en Acadie : Enjeux culturels, linguistiques et géographiques, LED Edizioni Universitarie, 2016 (ISBN 8879167928 et 9788879167925, DOI 10.7359/792-2016-giau, lire en ligne), p. 105-126. Analyse des relations complexes entre l’espace de la ville de Montréal et la bande dessinée au travers d'albums réalisés par des auteurs montréalais contemporains, dont  Du chez-soi d'Ariane Dénommé (p. 121-123).

- Ariane Dénommé, « Le petit tragique du grand réel », 24 images, no 170 « Entre la bande dessinée et le cinéma »,‎ 2014, p. 26–26 (ISSN 0707-9389 et 1923-5097, lire en ligne, consulté le 19 avril 2019). Témoignage d'Ariane Dénommé